# Ebra (Adelsgeschlecht)
Ebra ist ein erloschenes Adelsgeschlecht in Thüringen.

## Geschichte
Die Familie von Ebra stammt aus Thalebra im heutigen Nordthüringen und dem früheren Fürstentum Schwarzburg-Sondershausen, während früher auch die Ebersburg (Harz) als Stammschloss vermutet wurde, wo sie im ausgehenden Mittelalter auch ansässig waren. In der Mitte des 13. Jahrhunderts sind die Schreibweisen Everha und Ebera  verbreitet. Im 14. und 15. Jahrhundert waren Vertreter der Familie im Rat der Stadt Heiligenstadt vertreten. Einige Familienmitglieder traten in den Dienst der Grafen zu Stolberg und von Schwarzburg. 1818 starb die Familie im Mannesstamm aus.
Nach dem Absterben der alten Familie von Ebra im Mannesstamm erhielt der königlich-preußische Premierlieutenant des 7. Kürassierregiments, Heinrich Wilhelm Pfaff († 13. Januar 1854), Schwieger- und Adoptivsohn des Ludwig Wilhelm August von Ebra († 28. Juni 1818), 1822 im Zuge seiner Nobilitierung die Erlaubnis Namen und Wappen der Familie weiterzuführen.

## Besitzungen
- Bielen, Borxleben, Ichstedt und Uftrungen (Vorwerk bis 1800, Rittergut bis 1804)

## Wappen
Blasonierung: In Blau eine schräggestellte silberne Leiter; auf dem gekrönten Helm über blau-silbernen Decken die Leiter des Schildes stehend zwischen einem mit silbernem Balken belegten blauen Flug.

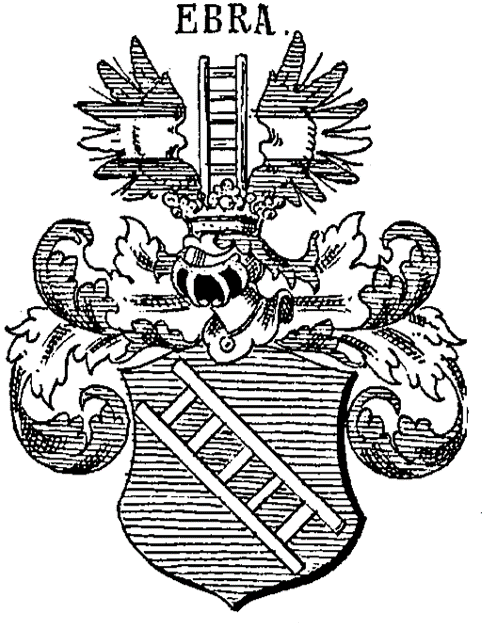
Wappen derer von Ebra bei Johann Siebmacher
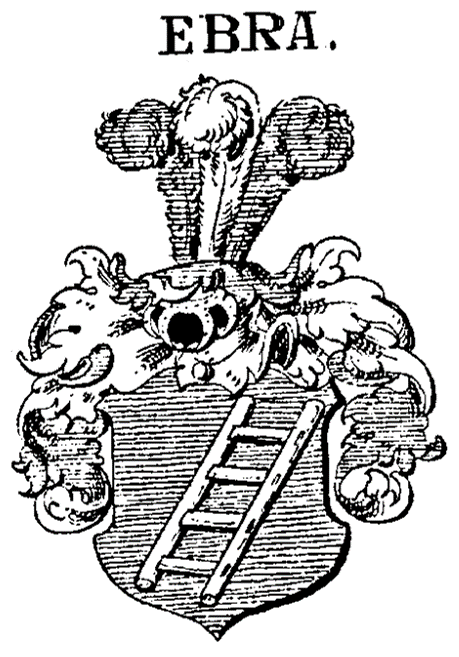
Wappen derer von Ebra mit abweichender Helmzier bei Johann Siebmacher

## Persönlichkeiten
- Hildebrand von Ebra (* um 1460; † um 1510), Dienstmann der Grafen zu Stolberg
- Reinhardt Ludwig von Ebra († 1748), gräflich-stolbergischer Hofmeister
- Friedrich Ludwig von Ebra († 1779), kursächsischer Amtshauptmann
- Ludwig Wilhelm August von Ebra (1759–1818), preußischer General